# Ceraphronoidea
Ceraphronoidea es una pequeña superfamilia de hymenoptera que solo incluye dos familias, y un total de unas 800 especies, si bien muchas de las especies aún no han sido descriptas. Es un grupo del cual se sabe muy poco, y se cree la mayoría son parasitoides o hiperparasitoides.
Las dos familias se encuentran vinculadas por varias características, la más visible de los cuales es la venación de sus alas la cual es muy reducida y posee características específicas y únicas; las venas costales y radiales se han fusionado, por lo que no posee células costales, el estigma posee una breve ruptura en el estigma, y la única vena en la membrana del ala es el sector radial, que es corto y curvo, que surge del estigma.
El taxón fue formulado por Alexander Henry Haliday.